# Amsterdamse Waterleidingduinen

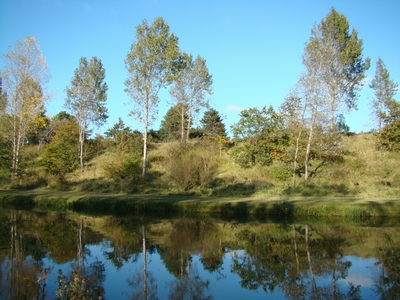
Amsterdamse Waterleidingduinen

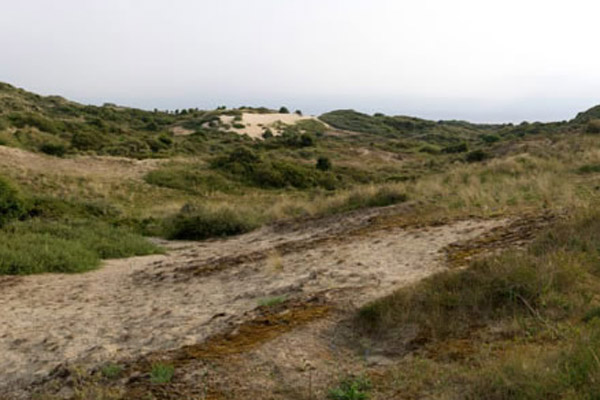
Amsterdamse Waterleidingduinen

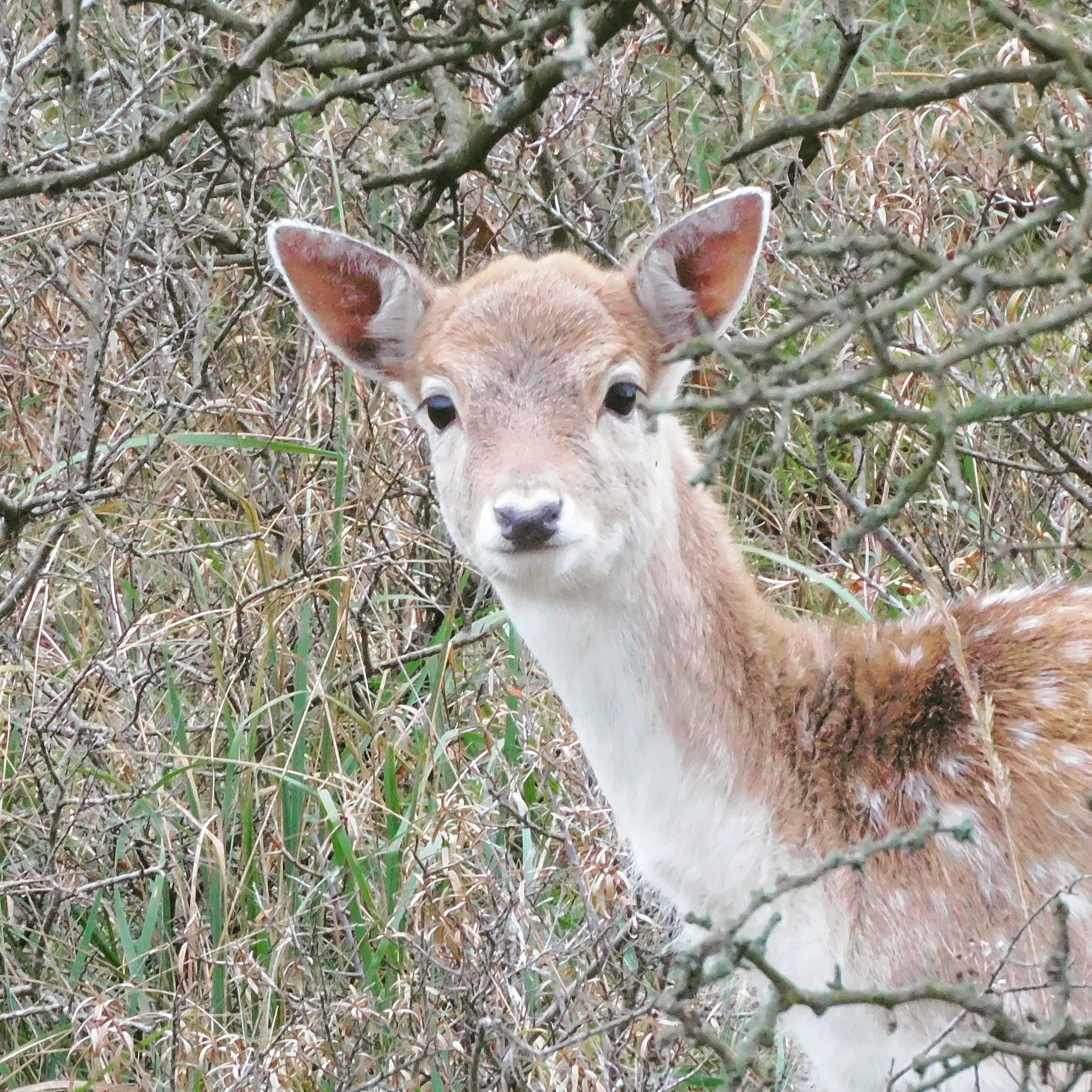
Jong hertje bij de Amsterdamse Waterleidingduinen

De Amsterdamse Waterleidingduinen is een Nederlands duingebied en Natura 2000 gebied tussen Zandvoort (provincie Noord-Holland) en de Langevelderslag in de gemeente Noordwijk (provincie Zuid-Holland).
Het duingebied is ingericht voor de winning van drinkwater voor de stad Amsterdam; er stroomt jaarlijks vijftig miljoen kubieke meter drinkwater door dit 3400 hectare grote gebied. Er wordt sinds 1853 water gewonnen, waarmee het het oudste waterwingebied van Nederland is. Het wordt geëxploiteerd door Waternet.

## Natuur en recreatie
Het duingebied is een beschermd natuurmonument en bij de Europese Commissie aangemeld als Habitatrichtlijngebied. Daarmee geniet het bescherming volgens de Europese regelgeving.
Rust, ruimte en natuur zijn de voornaamste kernwaarden van dit gebied. Om dit te waarborgen is enkel wandelen toegestaan. Ook mag buiten de paden overal worden gewandeld. De Amsterdamse Waterleidingduinen zijn met 3400 hectare een van de grootste aaneengesloten wandelgebieden van Nederland. De Amsterdamse Waterleidingduinen trekken jaarlijks rond de miljoen bezoekers. Het is daarmee een van de best bezochte attracties van Nederland.
Het gebied heeft vier hoofdingangen. Bij drie daarvan is een horecagelegenheid.
- Panneland in Vogelenzang: Vogelenzangseduinweg 2
- De Oase in Vogelenzang: Eerste Leijweg 2; hier bevindt zich het bezoekerscentrum De Oranjekom
- Zandvoortselaan in Zandvoort: Zandvoortselaan 130
- De Zilk in De Zilk: Joppeweg 1

In het noorden ligt een uitgestrekt complex van infiltratiekanalen. Oostelijk van het infiltratiegebied zijn grote oppervlakten grond bebost. In het zuiden is het duinreliëf minder door vergravingen veranderd. Het centrale gebied bestaat uit een landschap van duinvaaggronden dat tijdens de duinverstuivingen tussen de 14e en de 16e eeuw is ontstaan.
Eigenaar van het gebied is de gemeente Amsterdam, hoewel het bezit voor het grootste deel in de gemeenten Zandvoort en Noordwijk ligt.
Ook ligt een gedeelte in de gemeente Bloemendaal nabij Vogelenzang.

### Damherten

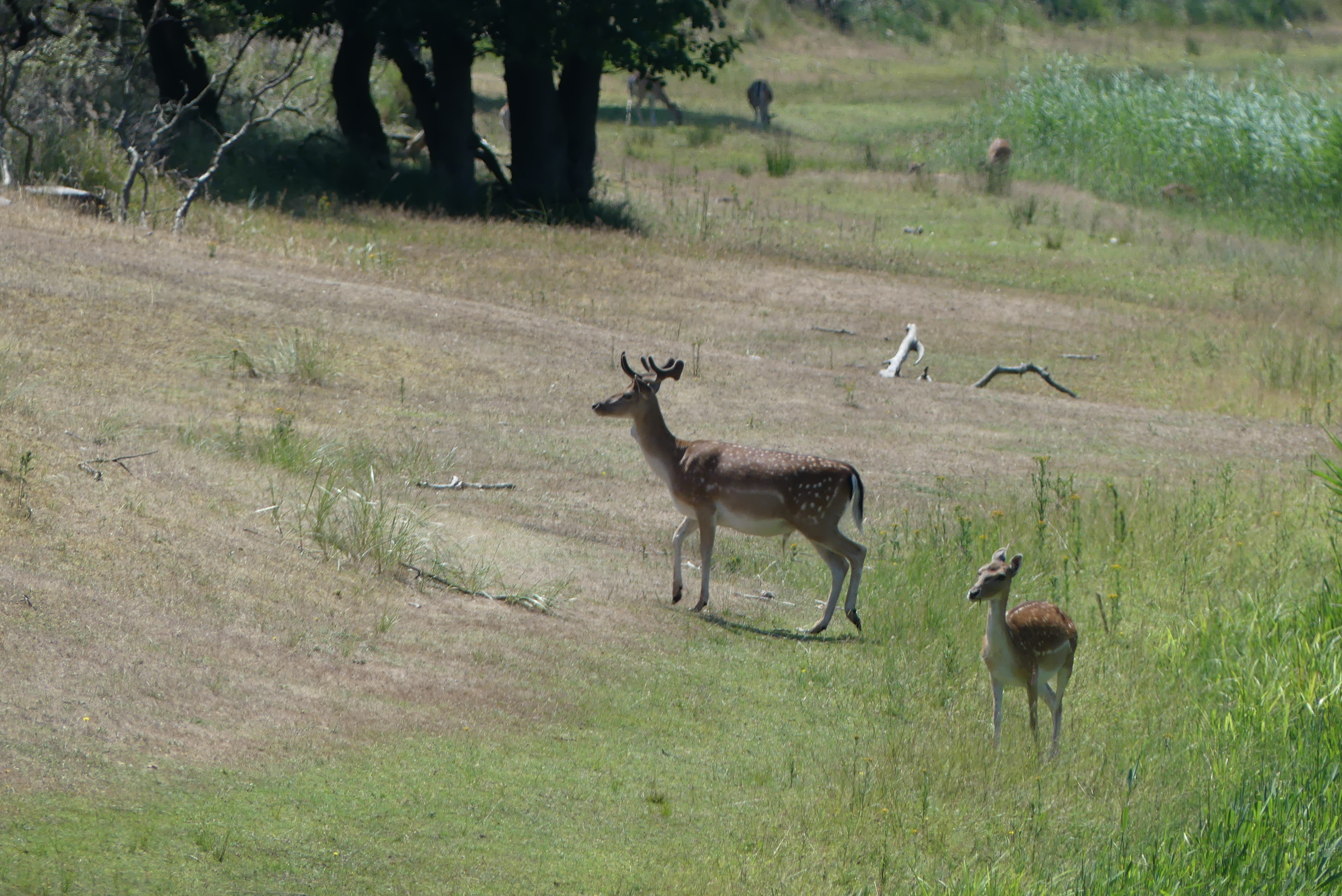
Twee damherten in de Amsterdamse Waterleidingduinen

De Amsterdamse Waterleidingduinen heeft de grootste damhertenpopulatie van Nederland. Er wordt geschat dat er ongeveer 3.000 damherten rondlopen (2015), dat is circa 0,9 per hectare. Enkele zijn ooit ontsnapt uit parkjes of losgelaten en hebben zich in het natuurgebied sterk vermeerderd. Sinds een aantal jaren wordt er niet meer op gejaagd en zijn de aantallen verder toegenomen. Er is in toenemende mate kritiek op dit beleid. Damherten komen de laatste jaren veelvuldig op de wegen rond de Waterleidingduinen terecht, wat voor onveilige verkeerssituaties zorgt. In 2011 werden bijna 100 aanrijdingen met een damhert gemeld. Door het plaatsen van 20 km aan 2.40 meter hoge rasters probeert de beheerder de damherten binnen het gebied te houden. Sinds dit in 2014 gedaan is, is het aantal aanrijdingen langs de AWD aan de Zandvoortselaan aanzienlijk gedaald. Door het omrasteren is er een gebied ontstaan van minder dan 5000 ha.

De damherten zijn in de zin van de wet "gehouden dieren". Op 10 maart 2016 besloot de rechter dat de populatie damherten in vijf jaar door afschot tot 800 stuks mag worden teruggebracht. Hiermee werd een eerdere beslissing van het provinciebestuur en de gemeente Amsterdam bekrachtigd. 30 November 2023 kwam naar buiten dat het beperken van het aantal damherten en hun graasgebieden een positieve invloed heeft gehad op het natuurherstel.

### Ecoduct
Sinds 2009 zijn er plannen voor een ecoduct dat de Amsterdamse Waterleidingduinen moet verbinden met andere duingebieden in het noorden. Dit plan is een onderdeel van de ecologische hoofdstructuur van Nederland, het streven van de overheid meer aaneengesloten natuur te realiseren. Het ecoduct zal echter ook meer recreatie met zich meebrengen, waaronder een fietspad langs de rand van de Amsterdamse Waterleidingduinen.

### Toegankelijkheid
In een belevingsonderzoek uit 2008 worden enkele mogelijke ontwikkelingen geschetst die als ongewenst voor het gebied worden beschouwd. Fietsers, racefietsers en mountainbikes zijn wettelijk gezien gelijkwaardig en kunnen de rust in de waterleidingduinen verstoren. Drukke wandelpaden waar in de toekomst ook gefietst mag worden zullen de wandelaars het gebied in drijven. De zonering wordt op die manier doorbroken. Nu nog rustige gebieden worden indirect door het toestaan van fietsen drukker. Om deze reden is de Stichting Natuurbelang Amsterdamse Waterleidingduinen tegen de aanleg van (meer) fietspaden.

## Wetenswaardig
- De foto op de hoes van het album Hoe sterk is de eenzame fietser van Boudewijn de Groot is gemaakt in de Amsterdamse Waterleidingduinen. De Groot zei hierover: "Voor de foto van de elpee wilde ik maar één ding: naar de plek waar ik het liefste kom - de Amsterdamse Waterleidingduinen. Je mag daar niet fietsen, dus eenzamer kun je je als fietser niet voelen."